# Sky Rompiendo
Alejandro Ramírez Suárez (Bogotá, 23 de mayo de 1992), conocido por su nombre artístico Sky Rompiendo es un productor musical y compositor colombiano. Reconocido por trabajar en géneros urbanos como el reguetón, ha trabajado con artistas como J Balvin, Feid, Ozuna, entre otros. Durante su carrera ha ganado seis Premios Grammy Latinos como productor y compositor.

## Carrera musical
Ramírez nació en Bogotá  el 23 de mayo de 1992 pero se crio en Medellín. Comenzó a interesarse por la producción musical a los 11 años tras ver el programa de edición de audio Fruity Loops en la casa de uno de sus amigos. En 2011, comienza trabajar como productor musical junto a cantantes colombianos, produciendo canciones como "Amor de Verano" de Shako, "Cripy Cripy" de Yandar & Yostin y "En lo Oscuro" de J Balvin, durante la producción de esta última fue cuando adoptó su nombre artístico, inicialmente su apodo era Sky tras haber sido parte de un dúo de productores llamado Sky High pero tras escuchar la frase "rompiendo el bajo" en la canción, optó por añadirlo a su apodo convirtiéndolo en Sky Rompiendo el Bajo o Sky Rompiendo.
Durante 2012 y 2013, continúa trabajando con J Balvin en las canciones "Yo te lo dije", "Sola" y "6 AM", las cuales serían parte del primer álbum de estudio de Balvin, La Familia, lanzado el 29 de octubre de 2013. El álbum llegó al número uno en Colombia y alcanzó la posición 10 en la lista Top Latin Albums de Estados Unidos, además recibió una nominación al Grammy Latino al mejor álbum de música urbana. También trabajó en la canción "Bailame" de Feid y en "Hagan Fila" para el álbum Los Mackieavelikos HD de Yaga & Mackie.
Sky logró éxito comercial e internacional junto a J Balvin siendo uno de los compositores y productores de la canción "Ginza", lanzada en 2015, la canción logró mantenerse por veintiún semanas en la primera posición de la lista Hot Latin Songs de Billboard, batiendo el récord de más semanas en esa posición por una canción de un artista solista. Desde entonces, Sky a producido todos los álbumes de estudio de J Balvin hasta la fecha, estos siendo Energía (2016), Vibras (2018) y Colores (2020), además de Oasis (2019), el álbum colaborativo de Balvin con el cantante puertorriqueño Bad Bunny, todos estos llegando a la primera posición de la lista Top Latin Albums, a excepción de Colores que llegó a la posición 2.
Por su trabajo como productor, Sky ha recibido varias nominaciones al Grammy Latino, incluyendo tres nominaciones a Álbum del Año y dos nominaciones a Grabación del Año, además de ganar tres veces Mejor Álbum de Música Urbana y dos veces Mejor Canción Urbana. Sky también ha recibido tres nominaciones a Productor del Año en los Premios Billboard de la Música Latina.

## Discografía
| Año  | Título                                               | Artista                                            | Producción | Composición |
| ---- | ---------------------------------------------------- | -------------------------------------------------- | ---------- | ----------- |
| 2012 | Magia (A)                                            | Maluma                                             | Hecho      | Hecho       |
| 2013 | La Familia (A)                                       | J Balvin                                           | Hecho      |             |
| 2014 | "Ay Vamos" (S)                                       | J Balvin                                           | Hecho      | Hecho       |
| 2015 | "Ginza" (S)                                          | J Balvin                                           | Hecho      | Hecho       |
| 2016 | "Safari" (S)                                         | J Balvin con Pharrell Williams, BIA y Sky          |            | Hecho       |
| 2016 | Energía (A)                                          | J Balvin                                           | Hecho      | Hecho       |
| 2017 | "Mi Gente" (S)                                       | J Balvin y Willy William con Beyoncé               |            | Hecho       |
| 2017 | "El Ratico" (S)                                      | Juanes con Kali Uchis                              | Hecho      |             |
| 2017 | Mis Planes son Amarte (A)                            | Juanes                                             | Hecho      |             |
| 2017 | ODISEA (A)                                           | Ozuna                                              | Hecho      |             |
| 2017 | "Downtown" (S)                                       | Anitta con J Balvin                                | Hecho      |             |
| 2017 | #UPDATE (A)                                          | Yandel                                             | Hecho      | Hecho       |
| 2018 | "Machika" (S)                                        | J Balvin con Jeon y Anitta                         | Hecho      | Hecho       |
| 2018 | "Say My Name" (S)                                    | David Guetta, Bebe Rexha y J Balvin                |            | Hecho       |
| 2018 | "Por Perro" (S)                                      | Sebastián Yatra con Luis Figueroa y Lary Over      | Hecho      |             |
| 2018 | Vibras (A)                                           | J Balvin                                           | Hecho      |             |
| 2018 | Mi Movimiento (A)                                    | De la Ghetto                                       | Hecho      | Hecho       |
| 2018 | "Replay" (S)                                         | Maikel Delacalle                                   | Hecho      | Hecho       |
| 2019 | "Con Altura" (S)                                     | Rosalía con J Balvin y El Guincho                  |            | Hecho       |
| 2019 | "Brújulas"                                           | Reik                                               | Hecho      | Hecho       |
| 2019 | "Blanco" (S)                                         | J Balvin                                           | Hecho      | Hecho       |
| 2019 | "Rojo" (S)                                           | J Balvin                                           | Hecho      | Hecho       |
| 2019 | "Morado" (S)                                         | J Balvin                                           | Hecho      | Hecho       |
| 2019 | Súper Sangre Joven (A)                               | Duki                                               | Hecho      |             |
| 2019 | "FRESH KERIAS" (S)                                   | Feid, Maluma y Sky                                 | Hecho      | Hecho       |
| 2019 | Oasis (A)                                            | J Balvin & Bad Bunny                               | Hecho      |             |
| 2019 | "5 Stars" (S)                                        | C. Tangana con Polimá Westcoast, Duki y Neo Pistea | Hecho      | Hecho       |
| 2020 | "Que Calor" (S)                                      | Major Lazer con El Alfa y J Balvin                 |            | Hecho       |
| 2020 | Colores (A)                                          | J Balvin                                           | Hecho      | Hecho       |
| 2020 | "TKN" (S)                                            | Rosalía y Travis Scott                             | Hecho      | Hecho       |
| 2020 | Afrodisíaco (A)                                      | Rauw Alejandro                                     | Hecho      |             |
| 2020 | "Polvo" (S)                                          | Nicky Jam y Myke Towers                            | Hecho      | Hecho       |
| 2020 | FERXXO (VOL. 1: M.O.R) (A)                           | Feid                                               | Hecho      |             |
| 2021 | INTERSHIBUYA LA MAFIA (A)                            | Feid                                               | Hecho      | Hecho       |
| 2021 | "LA FAMA" (S)                                        | Rosalía & The Weeknd                               | Hecho      | Hecho       |
| 2022 | Feliz cumpleaños, Ferxxo, te pirateamos el álbum (A) | Feid                                               | Hecho      | Hecho       |
| 2023 | El cielo (S)                                         | Feid & Myke Towers                                 | Hecho      | Hecho       |
| 2023 | Mor, no le temas a la oscuridad (A)                  | Feid                                               | Hecho      |             |
| 2023 | FERXXOCALIPSIS (A)                                   | Feid                                               | Hecho      | Hecho       |
| 2024 | Otra Vez Más (S)                                     | Bad Gyal                                           | Hecho      | Hecho       |
| 2024 | Si antes te hubiera conocido (S)                     | Karol G                                            | Hecho      | Hecho       |
| 2024 | Rayo (A)                                             | J Balvin                                           | Hecho      | Hecho       |
| 2024 | Los 9 de Ferxxo y Sky (A)                            | Feid y Sky                                         | Hecho      | Hecho       |

(A) Álbum, (S), Sencillo

## Premios y nominaciones

### Premios Grammy Latinos
| Año  | Categoría                    | Trabajo                                                            | Resultado | Ref.   |
| ---- | ---------------------------- | ------------------------------------------------------------------ | --------- | ------ |
| 2014 | Mejor Álbum de Música Urbana | La Familia - J Balvin (como productor)                             | Nominado  | [ 10 ] |
| 2015 | Mejor Canción Urbana         | "Ay Vamos" - J Balvin (como compositor)                            | Ganador   | [ 11 ] |
| 2016 | Mejor Álbum de Música Urbana | Energía - J Balvin (como productor)                                | Ganador   | [ 12 ] |
| 2017 | Álbum del Año                | Mis Planes son Amarte - Juanes (como productor)                    | Nominado  | [ 13 ] |
| 2017 | Mejor Álbum Pop/Rock         | Mis Planes son Amarte - Juanes (como productor)                    | Ganador   | [ 13 ] |
| 2017 | Grabación del Año            | "El Ratico" - Juanes con Kali Uchis (como productor)               | Nominado  | [ 13 ] |
| 2018 | Álbum del Año                | Vibras - J Balvin (como productor)                                 | Nominado  | [ 14 ] |
| 2018 | Mejor Álbum de Música Urbana | Vibras - J Balvin (como productor)                                 | Ganador   | [ 14 ] |
| 2018 | Mejor Canción Urbana         | "Downtown" - Anitta con J Balvin (como compositor)                 | Nominado  | [ 14 ] |
| 2019 | Mejor Canción Urbana         | "Con Altura" - Rosalía con J Balvin y El Guincho (como compositor) | Ganador   | [ 15 ] |
| 2019 | Mejor Canción Urbana         | "Caliente" - De la Ghetto con J Balvin (como compositor)           | Nominado  | [ 15 ] |
| 2020 | Álbum del Año                | Colores - J Balvin (como productor)                                | Nominado  | [ 16 ] |
| 2020 | Álbum del Año                | Oasis - J Balvin & Bad Bunny (como productor)                      | Nominado  | [ 16 ] |
| 2020 | Mejor Álbum de Música Urbana | Oasis - J Balvin & Bad Bunny (como productor)                      | Nominado  | [ 16 ] |
| 2020 | Mejor Álbum de Música Urbana | Colores - J Balvin (como productor)                                | Ganador   | [ 16 ] |
| 2020 | Mejor Álbum de Música Urbana | FERXXO (VOL. 1: M.O.R) - Feid (como productor)                     | Nominado  | [ 16 ] |
| 2020 | Grabación del Año            | "Rojo" - J Balvin (como productor, compositor)                     | Nominado  | [ 16 ] |
| 2020 | Mejor Canción Urbana         | "Rojo" - J Balvin (como productor, compositor)                     | Nominado  |        |

### Premios Billboard de la Música Latina
| Año  | Categoría         | Trabajo       | Resultado | Ref.   |
| ---- | ----------------- | ------------- | --------- | ------ |
| 2015 | Productor del Año | Sky Rompiendo | Nominado  | [ 17 ] |
| 2017 | Productor del Año | Sky Rompiendo | Nominado  | [ 18 ] |
| 2021 | Productor del Año | Sky Rompiendo | Nominado  | [ 19 ] |